# Uma Pulga na Balança
Uma Pulga na Balança (Una pulce sulla bilancia) è un film del 1953 diretto da Luciano Salce. Costituisce il suo esordio come regista.

## Trama
Un uomo in carcere, lasciatosi arrestare di proposito, cerca di ricattare le famiglie di persone decedute di recente.

## Produzione
Fu il primo dei due lungometraggi che Salce realizzò durante il suo soggiorno in Brasile: la sceneggiatura fu invece opera di un giovanissimo Fabio Carpi.

## Distribuzione
Il film fu distribuito nei paesi anglofoni con il titolo A Flea on the Scales.
Nel 2019, in concomitanza dell'anniversario del trentennale della morte del regista, il film è stato proiettato alla Festa del cinema di Roma.